# Tyrlaching
Tyrlaching è un comune tedesco situato nel land della Baviera, fa parte del circondario di Altötting.